# Mi casa en el árbol
«Mi casa en el árbol» es una canción de Jorge González, el segundo sencillo y la quinta pista de su álbum solista homónimo de 1993.
Su letra es un homenaje a la infancia.
- Datos: Q16941416